# Андреа Руссотто
Андреа Руссотто (італ. Andrea Russotto, нар. 25 травня 1988, Рим) — італійський футболіст, півзахисник клубу «Катанія».
Виступав у Серії А за клуби «Тревізо» та «Наполі», а також за низку нижчолігових італійських команд. Крім того висступав за молодіжні і олімпійську збірну Італії.

## Клубна кар'єра
Народився 25 травня 1988 року в місті Рим. Будучи одним з найбільш перспективних молодих італійських футболістів, він почав свою кар'єру у складі молодіжної системи «Лаціо» з рідного міста. З 2003 року Руссотто вже регулярно грав у національних юнацьких збірних і йому запропонувало свої послуги футбольне агентство «GEA World», яке хотіло представляти перспективного гравця. Руссотто відмовився від послуг GEA, і для того, щоб піти від постійного тиску з боку агентства, він переїхав у Швейцарію, де підписав контракт з «Беллінцоною», командою в італомовній частині Швейцарії, яка в той час грала у швейцарському Другому дивізіоні.
У першій половині 2005 року на правах оренди грав за римський «Сіско» з Серії С2, після чого влітку перейшов також на правах оренди в клуб Серії А «Тревізо», який відправив його в Прімаверу, де він сформував результативне партнерство з Робертом Аквафрескою. Руссотто пізніше дебютував у Серії А в тому ж сезоні у віці 17 років і завершив сезон з 4 матчами за першу команду. Знаменитий журнал «World Soccer» навіть включив Руссотто в список 50 найкращих молодих гравців в світі, він став одним з двох італійців (інший — Лоренцо Де Сільвестрі).
«Тревізо» продовжив оренду футболіста на наступний сезон (хоча клуб був знижений у Серію B), і Руссотто, нарешті, почав проявляти ознаки кар'єрного зростання. Він дебютував за Італію (до 21 року) у віці 18 років, а за клуб зіграв 32 матчі і забив 4 голи в сезоні. «Тревізо» продовжив оренду ще на сезон 2007/08, але, хоча він зіграв 31 матчі, забив 1 гол і грав на високому рівні, як і в попередньому сезоні, він в основному використовувався на замінах.
Влітку 2008 року Андреа знову був відданий в оренду, цього разу він приєднався до «Наполі» з Серії А з опцією права на викуп контракту. Однак, молодий футболіст грав не часто при головному тренері Едоардо Реї і його наступнику Роберто Донадоні, тому «Наполі» пізніше вирішив не здійснювати викуп гравця і Руссотто повернувся назад до Швейцарії. Там італієць провів першу половину сезону, граючи за «Беллінцону» у швейцарській Суперлізі. У січні 2010 року він був відданий в оренду (на аналогічних умовах, як і у випадку з «Наполі») в клуб Серії B «Кротоне».
31 серпня 2011 року Руссотто перейшов на повноцінній основі в «Ліворно» з Серії В, де через операцію на верхньому меніску дебютував лише 19 листопада, а його команда програла з мінімальним рахунком «Асколі».
Не зумівши закріпитися в «Ліворно», 31 січня 2012 року Руссотто перейшов в «Каррарезе» з третього за рівнем дивізіону Італії, підписавши контракт на шість місяців. За новий клуб він зіграв 11 матчів і забив один гол у ворота «Зюйдтіроля».
13 жовтня 2012 року він на правах вільного агента перейшов в «Катандзаро». 18 листопада 2012 року в домашньому матчі проти «Прато» він забив свій перший гол у клубі. Спочатку він потрапив у штангу, але потім сам же добив м'яч у ворота, господарі перемогли з рахунком 2:1. 22 грудня 2012 року Руссотто оформив дубль у матчі проти «Губбіо».
16 липня 2015 року «Катандзаро» оформив трансфер гравця в «Салернітану». Руссотто зіграв за клуб лише один матч у другому турі кубку Італії.
31 серпня 2015 року він перейшов в «Катанію» з Леги Про. Він дебютував за клуб 20 вересня 2015 року в грі проти «Матери». Руссотто забив свій перший гол у футболці команди 27 вересня в матчі проти «Іск'ї», а 12 грудня оформив дубль у грі проти «Мельфі». Наразі встиг відіграти за сицилійський клуб 25 матчів в національному чемпіонаті.

## Виступи за збірні
2003 року дебютував у складі юнацької збірної Італії, взяв участь у 32 іграх на юнацькому рівні, відзначившись 8 забитими голами.
12 грудня 2006 року у віці 18 років він дебютував у молодіжній збірній до 21 року, вийшовши на заміну у другому таймі товариського матчу проти Люксембургу (2:0), Руссотто посприяв подвоєнню рахунку. 7 вересня 2007 року він забив свій перший гол за «молодіжку» у матчі проти Фарерських островів. Всього протягом 2006—2008 років на молодіжному рівні зіграв у 12 офіційних матчах, забив 2 голи.
22 липня 2008 року відбувся його дебют у складі олімпійської збірної Італії, він вийшов на поле у матчі з Румунією (1:1), в рамках підготовки до Олімпійських ігор 2008 року у Пекіні. Спочатку П'єрлуїджі Казірагі включив його в список резервів, а потім, 12 серпня — в основний склад, щоб замінити травмованого Клаудіо Маркізіо, але на самому турнірі на поле так і не виходив. В подальшому тренувався з молодіжною збірною, але не був викликаний на молодіжне Євро 2009 року.

## Статистика виступів

### Статистика клубних виступів
| Сезон                  | Команда                | Чемпіонат              | Чемпіонат | Чемпіонат | Національний кубок | Національний кубок | Національний кубок | Континентальні кубки | Континентальні кубки | Континентальні кубки | Інші змагання | Інші змагання | Інші змагання | Усього | Усього |
| Сезон                  | Команда                | Ліга                   | Ігор      | Голів     | Ліга               | Ігор               | Голів              | Ліга                 | Ігор                 | Голів                | Ліга          | Ігор          | Голів         | Ігор   | Голів  |
| ---------------------- | ---------------------- | ---------------------- | --------- | --------- | ------------------ | ------------------ | ------------------ | -------------------- | -------------------- | -------------------- | ------------- | ------------- | ------------- | ------ | ------ |
| 2004-05                | «Беллінцона»           | ЧЛ (ІІ)                | 9         | 1         | КШ                 | 1                  | 0                  | -                    | -                    | -                    | -             | -             | -             | 10     | 1      |
| 2004-05                | «Сіско»                | C2 (IV)                | 1         | 0         | КІ-C               | -                  | -                  | -                    | -                    | -                    | -             | -             | -             | 1      | 0      |
| 2005–06                | «Тревізо»              | A                      | 4         | 0         | КІ                 | 0                  | 0                  | -                    | -                    | -                    | -             | -             | -             | 4      | 0      |
| 2006–07                | «Тревізо»              | B (ІІ)                 | 32        | 4         | КІ                 | 0                  | 0                  | -                    | -                    | -                    | -             | -             | -             | 32     | 4      |
| 2007–08                | «Тревізо»              | B (ІІ)                 | 31        | 1         | КІ                 | 2                  | 0                  | -                    | -                    | -                    | -             | -             | -             | 33     | 1      |
| Усього за «Тревізо»    | Усього за «Тревізо»    | Усього за «Тревізо»    | 67        | 5         |                    | 2                  | 0                  |                      | -                    | -                    |               | -             | -             | 69     | 5      |
| 2008–09                | «Наполі»               | A                      | 15        | 0         | КІ                 | 1                  | 0                  | КУЄФА                | 1                    | 0                    | -             | -             | -             | 17     | 0      |
| 2009-10                | «Беллінцона»           | СЛ                     | 8         | 0         | КШ                 | 2                  | 2                  | -                    | -                    | -                    | -             | -             | -             | 10     | 2      |
| Усього за «Беллінцону» | Усього за «Беллінцону» | Усього за «Беллінцону» | 17        | 1         |                    | 3                  | 2                  |                      | -                    | -                    |               | -             | -             | 20     | 3      |
| 2009–10                | «Кротоне»              | B (ІІ)                 | 14        | 2         | КІ                 | -                  | -                  | -                    | -                    | -                    | -             | -             | -             | 14     | 2      |
| 2010–11                | «Кротоне»              | B (ІІ)                 | 31        | 1         | КІ                 | 1                  | 0                  | -                    | -                    | -                    | -             | -             | -             | 32     | 1      |
| Усього за «Кротоне»    | Усього за «Кротоне»    | Усього за «Кротоне»    | 45        | 3         |                    | 1                  | 0                  |                      | -                    | -                    |               | -             | -             | 46     | 3      |
| 2011-12                | «Ліворно»              | B (ІІ)                 | 3         | 0         | КІ                 | 0                  | 0                  | -                    | -                    | -                    | -             | -             | -             | 3      | 0      |
| 2011-12                | «Каррарезе»            | 1Д (ІІІ)               | 11        | 1         | КІ+КІ-ЛП           | -                  | -                  | -                    | -                    | -                    | -             | -             | -             | 11     | 1      |
| 2012–13                | «Катандзаро»           | 1Д (ІІІ)               | 21        | 6         | КІ+КІ-ЛП           | -                  | -                  | -                    | -                    | -                    | -             | -             | -             | 21     | 6      |
| 2013–14                | «Катандзаро»           | 1Д (ІІІ)               | 28 + 1    | 2         | КІ-ЛП              | 2                  | 1                  | -                    | -                    | -                    | -             | -             | -             | 31     | 1      |
| 2014–15                | «Катандзаро»           | ЛП (ІІІ)               | 29        | 6         | КІ+КІ-ЛП           | 2+0                | 0                  | -                    | -                    | -                    | -             | -             | -             | 31     | 6      |
| Усього за «Катандзаро» | Усього за «Катандзаро» | Усього за «Катандзаро» | 78+1      | 14        |                    | 4                  | 1                  |                      | -                    | -                    |               | -             | -             | 83     | 15     |
| 2015                   | «Салернітана»          | B (ІІ)                 | -         | -         | КІ                 | 2                  | 0                  | -                    | -                    | -                    | -             | -             | -             | 2      | 0      |
| 2015–16                | «Катанія»              | ЛП (ІІІ)               | 25        | 6         | КІ+КІ-ЛП           | -+1                | -+0                | -                    | -                    | -                    | -             | -             | -             | 26     | 6      |
| Усього за кар'єру      | Усього за кар'єру      | Усього за кар'єру      | 262+1     | 30        |                    | 14                 | 3                  |                      | 1                    | 0                    |               | -             | -             | 278    | 32     |